# 3664 Anneres
3664 Anneres је астероид главног астероидног појаса чија средња удаљеност од Сунца износи 2,794 астрономских јединица (АЈ).
Апсолутна магнитуда астероида је 12,3.